# Giải đua ô tô Công thức 1 Brasil
Giải đua ô tô Công thức 1 Brasil (tiếng Bồ Đào Nha: Grande Prêmio do Brasil), hiện giờ được tổ chức với tên gọi Giải đua ô tô Công thức 1 São Paulo (tiếng Bồ Đào Nha: Grande Prêmio de São Paulo), là một chặng đua Công thức 1 diễn ra tại trường đua José Carlos Pace tại Interlagos, São Paulo, Brasil.

## Lịch sử

### Những năm khởi đầu
Đua xe hơi bắt đầu ở Brasil trước Thế chiến II tại trường đua đường phố Gávea dài 11,161 km ở Rio de Janeiro bắt đầu từ năm 1934. Năm 1936, việc xây dựng bắt đầu trên trường đua cố định đầu tiên của Brasil ở khu phố Interlagos tại São Paulo và trường đua này đã được hoàn thành vào năm 1940. Brasil tổ chức các chặng đua trong thời gian đầu của Thế chiến II tại Interlagos và Gávea. Interlagos, một trường đua lấy cảm hứng từ trường đua Roosevelt ở Hoa Kỳ đã nhanh chóng nổi tiếng là một đường đua khó khăn với nhiều góc cua đầy thử thách, sự thay đổi độ cao, bề mặt gồ ghề và ít khả năng xảy ra sai sót.

### Công thức 1 (1972-nay)

#### Trường đua Interlagos, São Paulo (1972-1978)

Trường đua Autódromo José Carlos Pace

Giải đua ô tô Công thức 1 Brasil được tổ chức lần đầu vào năm 1972 mặc dù nó không thuộc giải đua xe Công thức 1 năm đó. Điển hình của môn đua xe thể thao châu Âu vào thời điểm đó, chặng đua này được thực hiện như một cuộc thử nghiệm để thuyết phục Liên đoàn Ô tô Quốc tế (FIA) liệu trường đua Interlagos và ban tổ chức có đủ khả năng tổ chức một chặng đua Công thức 1 hay không. Giống như hầu hết các đường đua lớn được sử dụng cho các chặng đua Công thức 1 ở Mỹ Latinh như trường đua Anh em Rodríguez ở Thành phố México, Interlagos đã (và vẫn) nằm trong khu vực đô thị rộng lớn. Một năm sau (1973), chặng đua này trở thành một chặng đua thuộc giải đua xe Công thức 1 và tại chặng đua năm đó, chiến thắng thuộc về nhà đương kim vô địch thế giới Emerson Fittipaldi, người gốc São Paulo. Năm 1974, Fittipaldi lại giành chiến thắng trong điều kiện mưa ướt, và năm sau, một người gốc São Paulo khác, Carlos Pace, đã giành chiến thắng trong cuộc đua trên chiếc xe đua Brabham của mình. Reutemann đã giành chiến thắng chặng đua năm 1977. Nhưng sau đó, các tay đua bắt đầu phàn nàn về bề mặt đường đua rất gồ ghề của Interlagos. Do vậy, giải đua ô tô Công thức 1 Brasil được chuyển đến trường đua Jacarepaguá mới được xây dựng ở Rio de Janeiro một năm trước đó.

#### Trường đua Jacarepaguá, Rio de Janeiro (1978, 1981-1989)
Năm 1978, giải đua ô tô Công thức 1 Brasil chuyển đến trường đua Jacarepaguá ở Rio de Janeiro. Tại chặng đua đầu tiên ở Jacarepaguá, Carlos Reutemann đã giành chiến thắng trên chiếc xe đua Ferrari được trang bị lốp Michelin cao cấp của ông. Đây là chiến thắng đầu tiên của một công ty Pháp ở Công thức 1.
Sau sự nổi lên của Nelson Piquet ở Rio de Janeiro vào năm 1980, sự sa sút của Interlagos và sự nghỉ hưu của Fittipaldi, người hâm mộ Brasil đã lên tiếng đăng cai giải đua ô tô Công thức 1 Brasil tại quê nhà của Piquet. Trường đua Jacarepaguá bằng phẳng, giống như Interlagos trước đó, nhưng lại tỏ ra cực kỳ khắt khe: hầu hết các góc cua đều dài và nhanh, một số góc cua hơi dốc và đường đua có bề mặt rất mòn. Do giải đua ô tô Công thức 1 Brasil luôn được tổ chức vào đầu mùa giải và do vậy tại mùa hè ở Nam bán cầu và thời tiết nhiệt đới của Rio, các cuộc đua hầu hết đều được tổ chức trong điều kiện nhiệt độ và độ ẩm cao. Do tất cả những hoàn cảnh đó, các chặng đua tại Rio đòi hỏi rất cao và hầu hết các tay đua giành chiến thắng đều kiệt sức.
Vào năm 1981, Reutemann không tuân theo lệnh của đội vì để cho đồng đội của mình là Alan Jones đi qua và giành chiến thắng. Vào năm sau đó (1982), Piquet về nhất và Keke Rosberg về thứ hai nhưng vì cuộc tranh chấp FISA-FOCA, Piquet và Rosberg đều bị loại vì thiếu cân trong quá trình giám sát sau cuộc đua, và chiến thắng cuộc đua được trao cho người xếp thứ ba là Alain Prost. Prost tiếp tục giành chiến thắng tại Jacarepaguá bốn lần nữa và do đó, ông nhận được biệt danh "Vua của Rio". Cũng tại chặng đua năm 1982, Riccardo Patrese đã phải bỏ cuộc do kiệt sức về thể chất. Đây là một điều rất hiếm xảy ra tại Công thức 1 nhưng lại khá phổ biến ở Rio. Piquet đã giành chiến thắng vào các năm 1983 và 1986, và chặng đua năm 1988 đặc biệt đáng chú ý khi ngôi sao mới nổi Ayrton Senna về đích ở vị trí thứ hai sau đồng đội Prost sau khi xuất phát từ làn pit trong chặng đua đầu tiên cho McLaren. Thế nhưng, Senna đã bị loại vì chuyển sang xe dự phòng sau khi vòng khởi động bắt đầu. Chặng đua năm 1989 là chặng đua cuối cùng diễn ra tại Jacarepaguá. Đây là chặng đua Công thức 1 đầu tiên mà một chiếc ô tô có hộp số bán tự động được sử dụng. Nigel Mansell trên chiếc xe đua Ferrari đã giành chiến thắng cuộc đua này. Đồng thời, chặng đua này cũng nổi tiếng vì vụ va chạm giữa Bernd Schneider và Eddie Cheever. Cheever sau đó đã gục ngã hai lần sau khi ra khỏi xe vì kiệt sức.

#### Quay trở lại trường đua Interlagos được xây mới (1990-nay)
Năm 2001, Juan Pablo Montoya là người dẫn đầu nhưng để va chạm với xe bắt vòng của Jos Verstappen khiến cho cả 2 phải bỏ cuộc. Người chiến thắng là David Coulthard.
Năm 2003, do có tai nạn liên hoàn ở cuối cuộc đua nên cuộc đua đã bị kết thúc sớm. Kimi Raikkonen là người dẫn đầu ở thời điểm cuộc đua kết thúc nhưng theo quy tắc xác định kết quả chung cuộc thì người chiến thắng là Giancarlo Fisichella.
Trong 3 mùa giải liên tiếp từ 2007 đến 2009, chức vô địch luôn được quyết định ở trường đua Jose Carlos Pace. Năm 2007, Kimi Raikkonen giành chiến thắng và đoạt luôn chức vô địch. Năm 2008, tay đua chủ nhà Felipe Massa chiến thắng nhưng người vô địch là Lewis Hamilton. Năm 2009, đến lượt Jenson Button đăng quang.
Năm 2018, Max Verstappen (con trai của Jos Verstappen) để va chạm với xe bắt vòng của Esteban Ocon khi đang dẫn đầu nên để mất chiến thắng vào tay Lewis Hamilton.
Từ đó đến nay thì chặng đua được tổ chức liên tục, trừ năm 2020 bị hủy vì đại dịch COVID-19.
Tính đến năm 2021, tay đua giành được nhiều chiến thắng nhất là huyền thoại Alain Prost với 6 lần chiến thắng.

##### Giải đua ô tô Công thức 1 São Paulo (2021-nay)
Vào năm 2021, Công thức 1 quay trở lại trường đua Interlagos và giải đua ô tô Công thức 1 Brasil được đổi tên thành giải đua ô tô Công thức 1 São Paulo. Tại chặng đua năm 2021, Lewis Hamilton đã xuất sắc đánh bại Max Verstappen để giành chiến thắng chặng đua này mặc dù bị tụt bậc xuất phát. George Russell, đồng đội của Hamilton vào năm 2022, giành chiến thắng đầu tiên trong sự nghiệp Công thức 1 của mình.

## Kết quả theo năm
| Năm  | Tay đua                     | Đội đua                     | Trường đua                  | Chi tiết                    |
| ---- | --------------------------- | --------------------------- | --------------------------- | --------------------------- |
| 1972 | Carlos Reutemann            | Brabham-Ford                | Interlagos                  | Chi tiết                    |
| 1973 | Emerson Fittipaldi          | Lotus-Ford                  | Interlagos                  | Chi tiết                    |
| 1974 | Emerson Fittipaldi          | McLaren-Ford                | Interlagos                  | Chi tiết                    |
| 1975 | Carlos Pace                 | Brabham-Ford                | Interlagos                  | Chi tiết                    |
| 1976 | Niki Lauda                  | Ferrari                     | Interlagos                  | Chi tiết                    |
| 1977 | Carlos Reutemann            | Ferrari                     | Interlagos                  | Chi tiết                    |
| 1978 | Carlos Reutemann            | Ferrari                     | Jacarepaguá                 | Chi tiết                    |
| 1979 | Jacques Laffite             | Ligier-Ford                 | Interlagos                  | Chi tiết                    |
| 1980 | René Arnoux                 | Renault                     | Interlagos                  | Chi tiết                    |
| 1981 | Carlos Reutemann            | Williams-Ford               | Jacarepaguá                 | Chi tiết                    |
| 1982 | Alain Prost                 | Renault                     | Jacarepaguá                 | Chi tiết                    |
| 1983 | Nelson Piquet               | Brabham-BMW                 | Jacarepaguá                 | Chi tiết                    |
| 1984 | Alain Prost                 | McLaren-TAG                 | Jacarepaguá                 | Chi tiết                    |
| 1985 | Alain Prost                 | McLaren-TAG                 | Jacarepaguá                 | Chi tiết                    |
| 1986 | Nelson Piquet               | Williams-Honda              | Jacarepaguá                 | Chi tiết                    |
| 1987 | Alain Prost                 | McLaren-TAG                 | Jacarepaguá                 | Chi tiết                    |
| 1988 | Alain Prost                 | McLaren-Honda               | Jacarepaguá                 | Chi tiết                    |
| 1989 | Nigel Mansell               | Ferrari                     | Jacarepaguá                 | Chi tiết                    |
| 1990 | Alain Prost                 | Ferrari                     | Interlagos                  | Chi tiết                    |
| 1991 | Ayrton Senna                | McLaren-Honda               | Interlagos                  | Chi tiết                    |
| 1992 | Nigel Mansell               | Williams-Renault            | Interlagos                  | Chi tiết                    |
| 1993 | Ayrton Senna                | McLaren-Ford                | Interlagos                  | Chi tiết                    |
| 1994 | Michael Schumacher          | Benetton-Ford               | Interlagos                  | Chi tiết                    |
| 1995 | Michael Schumacher          | Benetton-Renault            | Interlagos                  | Chi tiết                    |
| 1996 | Damon Hill                  | Williams-Renault            | Interlagos                  | Chi tiết                    |
| 1997 | Jacques Villeneuve          | Williams-Renault            | Interlagos                  | Chi tiết                    |
| 1998 | Mika Häkkinen               | McLaren-Mercedes            | Interlagos                  | Chi tiết                    |
| 1999 | Mika Häkkinen               | McLaren-Mercedes            | Interlagos                  | Chi tiết                    |
| 2000 | Michael Schumacher          | Ferrari                     | Interlagos                  | Chi tiết                    |
| 2001 | David Coulthard             | McLaren-Mercedes            | Interlagos                  | Chi tiết                    |
| 2002 | Michael Schumacher          | Ferrari                     | Interlagos                  | Chi tiết                    |
| 2003 | Giancarlo Fisichella        | Jordan-Ford                 | Interlagos                  | Chi tiết                    |
| 2004 | Juan Pablo Montoya          | Williams-BMW                | Interlagos                  | Chi tiết                    |
| 2005 | Juan Pablo Montoya          | McLaren-Mercedes            | Interlagos                  | Chi tiết                    |
| 2006 | Felipe Massa                | Ferrari                     | Interlagos                  | Chi tiết                    |
| 2007 | Kimi Räikkönen              | Ferrari                     | Interlagos                  | Chi tiết                    |
| 2008 | Felipe Massa                | Ferrari                     | Interlagos                  | Chi tiết                    |
| 2009 | Mark Webber                 | Red Bull Racing-Renault     | Interlagos                  | Chi tiết                    |
| 2010 | Sebastian Vettel            | Red Bull Racing-Renault     | Interlagos                  | Chi tiết                    |
| 2011 | Mark Webber                 | Red Bull Racing-Renault     | Interlagos                  | Chi tiết                    |
| 2012 | Jenson Button               | McLaren-Mercedes            | Interlagos                  | Chi tiết                    |
| 2013 | Sebastian Vettel            | Red Bull Racing-Renault     | Interlagos                  | Chi tiết                    |
| 2014 | Nico Rosberg                | Mercedes                    | Interlagos                  | Chi tiết                    |
| 2015 | Nico Rosberg                | Mercedes                    | Interlagos                  | Chi tiết                    |
| 2016 | Lewis Hamilton              | Mercedes                    | Interlagos                  | Chi tiết                    |
| 2017 | Sebastian Vettel            | Ferrari                     | Interlagos                  | Chi tiết                    |
| 2018 | Lewis Hamilton              | Mercedes                    | Interlagos                  | Chi tiết                    |
| 2019 | Max Verstappen              | Red Bull Racing-Honda       | Interlagos                  | Chi tiết                    |
| 2020 | Bị hủy vì đại dịch COVID-19 | Bị hủy vì đại dịch COVID-19 | Bị hủy vì đại dịch COVID-19 | Bị hủy vì đại dịch COVID-19 |
| 2021 | Lewis Hamilton              | Mercedes                    | Interlagos                  | Chi tiết                    |
| 2022 | George Russell              | Mercedes                    | Interlagos                  | Chi tiết                    |
| 2023 | Max Verstappen              | Red Bull Racing-Honda RBPT  | Interlagos                  | Chi tiết                    |